# Ao Vivo em Recife (álbum de Banda Calypso)
Ao Vivo em Recife é o sétimo álbum ao vivo do conjunto musical brasileiro Calypso, gravado em 26 de agosto de 2010 no estacionamento da BC em Recife pra um grupo de fãs, e lançado em 13 de setembro de 2010. Foi lançado para divulgar o disco anterior, Vem Balançar! e lançar algumas músicas novas como: Tá Mentindo, A Cura e Só Pra Mim, que é uma regravação da música Stand By Me, e também mostrar a nova versão de Balanço Do Norte e Pássaros Noturnos, música de Zé Ramalho. 

## Vendas
| País   | Vendas   |
| ------ | -------- |
| Brasil | 350.000+ |

## Faixas
| N.º | Título                               | Compositor(es)                                               | Duração |  |
| 1.  | "Vem Balançar"                       | Edilson Morenno · Glayse Dominguez                           | 3:33    |  |
| 2.  | "Balanço do Norte"                   | Edilson Morenno · Glayse Dominguez                           | 3:27    |  |
| 3.  | "Tá Mentindo"                        | Luiz Claudio · Guiliano                                      | 3:02    |  |
| 4.  | "Só Pra Mim (Stand By me)"           | Ben E. King · Jerry Leiber · Mike Stoller (Versão Beto Caju) | 3:29    |  |
| 5.  | "A Cura"                             | Batan                                                        | 3:11    |  |
| 6.  | "Pássaros Noturnos"                  | Zé Ramalho · Fausto Nilo                                     | 3:10    |  |
| 7.  | "Perdoa"                             | Chrystian Lima · Beto Caju                                   | 3:40    |  |
| 8.  | "Disco Voador"                       | Louro Santos · Marcibron                                     | 3:18    |  |
| 9.  | "Te Encontrei"                       | Louro Santos                                                 | 3:18    |  |
| 10. | "Amor Não Te Esqueci"                | Chico Amado · Robson Mathos                                  | 3:27    |  |
| 11. | "Solidão Já Era"                     | Beto Caju · Tivas                                            | 3:38    |  |
| 12. | "Esqueça Meu Coração/Fórmula Mágica" | Edu Luppa · Marquinhos Maraial · Tonny Brasil                | 4:07    |  |
| 13. | "Tic Tac/Tudo de Novo"               | Edu Luppa · Tonny Brasil                                     | 4:46    |  |
| 14. | "Perfume De Paixão"                  | Tivas · Nino                                                 | 3:22    |  |
| 15. | "Blackout"                           | Marquinhos Maraial · Luizinho Lino                           | 3:07    |  |
| 16. | "Barca Furada"                       | Louro Santos                                                 | 3:55    |  |
| 17. | "Grandes Amores"                     | Chrystian Lima · Jairon Neves · Ivo Lima                     | 3:38    |  |
| 18. | "Vai Pegar Fogo"                     | Chrystian Lima · Jairon Neves                                | 3:05    |  |
| 19. | "Se Joga"                            | Chrystian Lima · Jairon Neves                                | 3:23    |  |